# Viktor-Adler-Hof

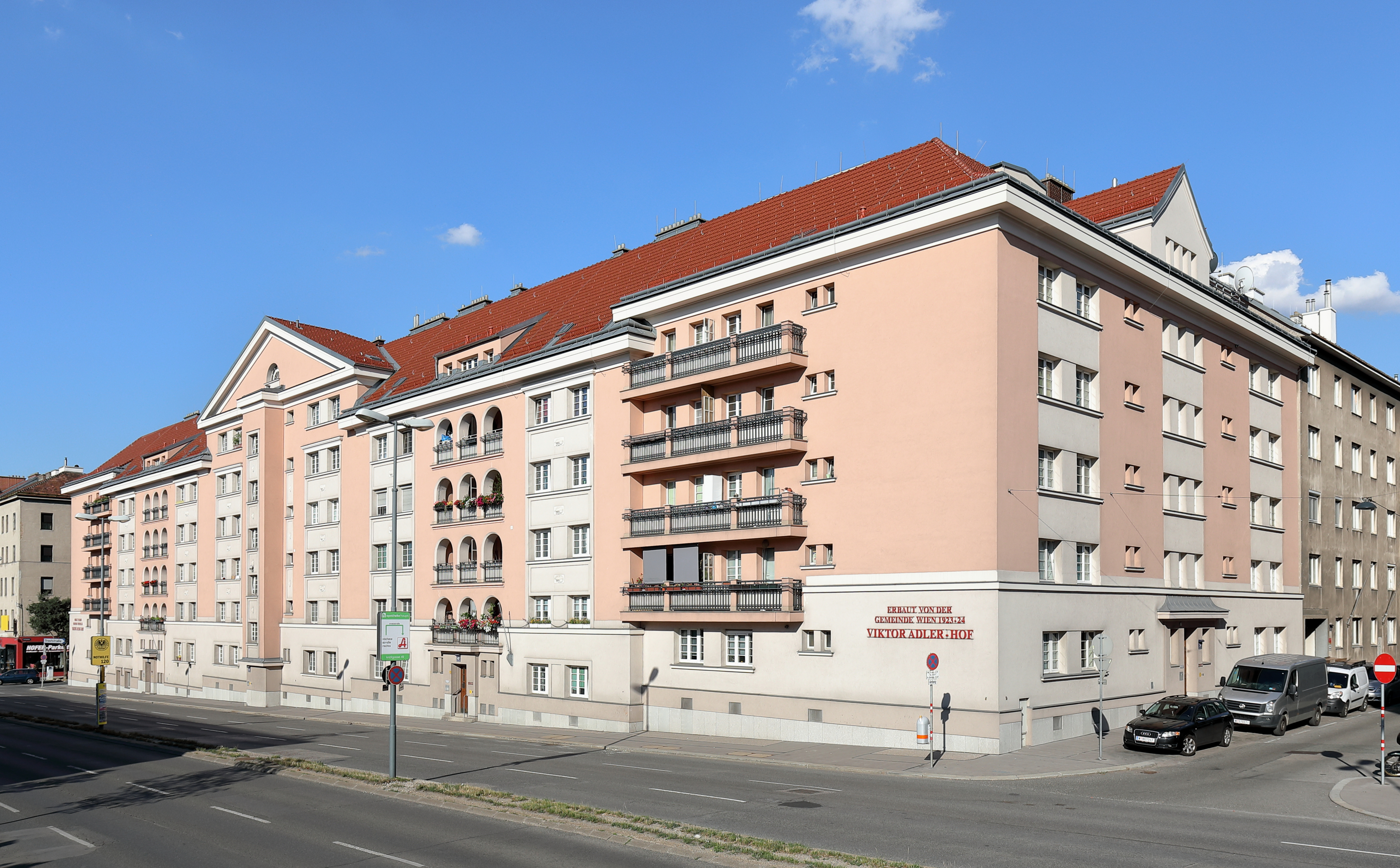
Viktor-Adler-Hof in Wien

Der Viktor-Adler-Hof ist eine städtische Wohnhausanlage im 10. Wiener Bezirk Favoriten. Sie befindet sich in der Triester Straße 57–65, an der stadteinwärts gelegenen Seite des Wienerberges.

## Baubeschreibung
Der Victor-Adler-Hof wurde von 1923 bis 1924 nach Plänen des Architekten Engelbert Mang errichtet. Mit seinen ursprünglich 117 Wohnungen und einer langen repräsentativen Fassade an der Triester Straße war er einer der großen Gemeindebauten des damaligen Roten Wien. Die Anlage wurde U-förmig angelegt und wird von der Troststraße und der Quaringasse begrenzt. Die Frontseite ist symmetrisch und wird durch einen überhöhten Mittelrisalit mit Giebel sowie Rundloggien und Balkongruppen betont.
Die Benennung erfolgte nach dem Begründer der österreichischen Sozialdemokratie Victor Adler, der sich besonders für die Ziegelarbeiter auf dem Wienerberg eingesetzt hatte.
In dem Gebäude wohnte der spätere Bürgermeister von Wien, Felix Slavik.